# Castello di Rastatt
Il castello di Rastatt (anche Barockresidenz) è un'antica residenza dei margravi di Baden-Baden ubicata a Rastatt. Il palazzo e il giardino furono costruiti intorno al 1700 dal capomastro di corte, l'italiano Domenico Egidio Rossi, per conto del margrafo Luigi Guglielmo di Baden-Baden.

## Storia
Dopo che la residenza del Margravio Luigi Guglielmo, a Baden-Baden, venne bruciata dalle truppe francesi durante la guerra di successione del Palatinato, nel 1689, la costruzione del castello Nuovo non soddisfaceva più i requisiti di rappresentanza del sovrano di Baden e divenne una dimora per la principessa Sibilla di Sassonia-Lauenburg alla quale fu affidata nel 1690. Venne così costruita una nuova residenza a Rastatt.
Dal 1697 il capomastro Domenico Egidio Rossi aveva già costruito una residenza di caccia a Rastatt per conto del margravio. Nell'autunno del 1699, era già stata completata la costruzione dell'ala e iniziava la costruzione dell'edificio principale (corps de logis) quando il margravio ordinò che fosse costruita una residenza al posto del casino di caccia. Pur mantenendo le strutture alari esistenti e parti dell'edificio principale del casino di caccia, il castello attuale venne costruito fino al 1702. Il villaggio di Rastatt, situato nel mezzo della valle del Reno, fu elevato al rango di città, nel 1700, e il margravio si trasferì negli edifici, con la sua famiglia, nell'inverno del 1701/02, e nel 1705 vi si insediò anche la corte.
La residenza di Rastatt è considerata la più antica residenza barocca del Reno superiore ed è stata costruita sul modello francese di Versailles, in cui il padrino di Luigi Guglielmo, il re sole Luigi XIV, governava da monarca assoluto.
Tutta l'Europa guardava al potere del monarca francese e cercava di emularlo. Bisogna anche capire perché Luigi Guglielmo investì la somma di circa 12 milioni di fiorini per impressionare i reggenti delle terre tedesche. Egli cercava sempre di ottenere la dignità elettorale e, poiché non gli era stata riconosciuta attraverso i suoi successi militari nelle guerre contro i turchi e sul Reno, provò a sostenere le sue rivendicazioni al potere con il magnifico castello di Rastatt. 

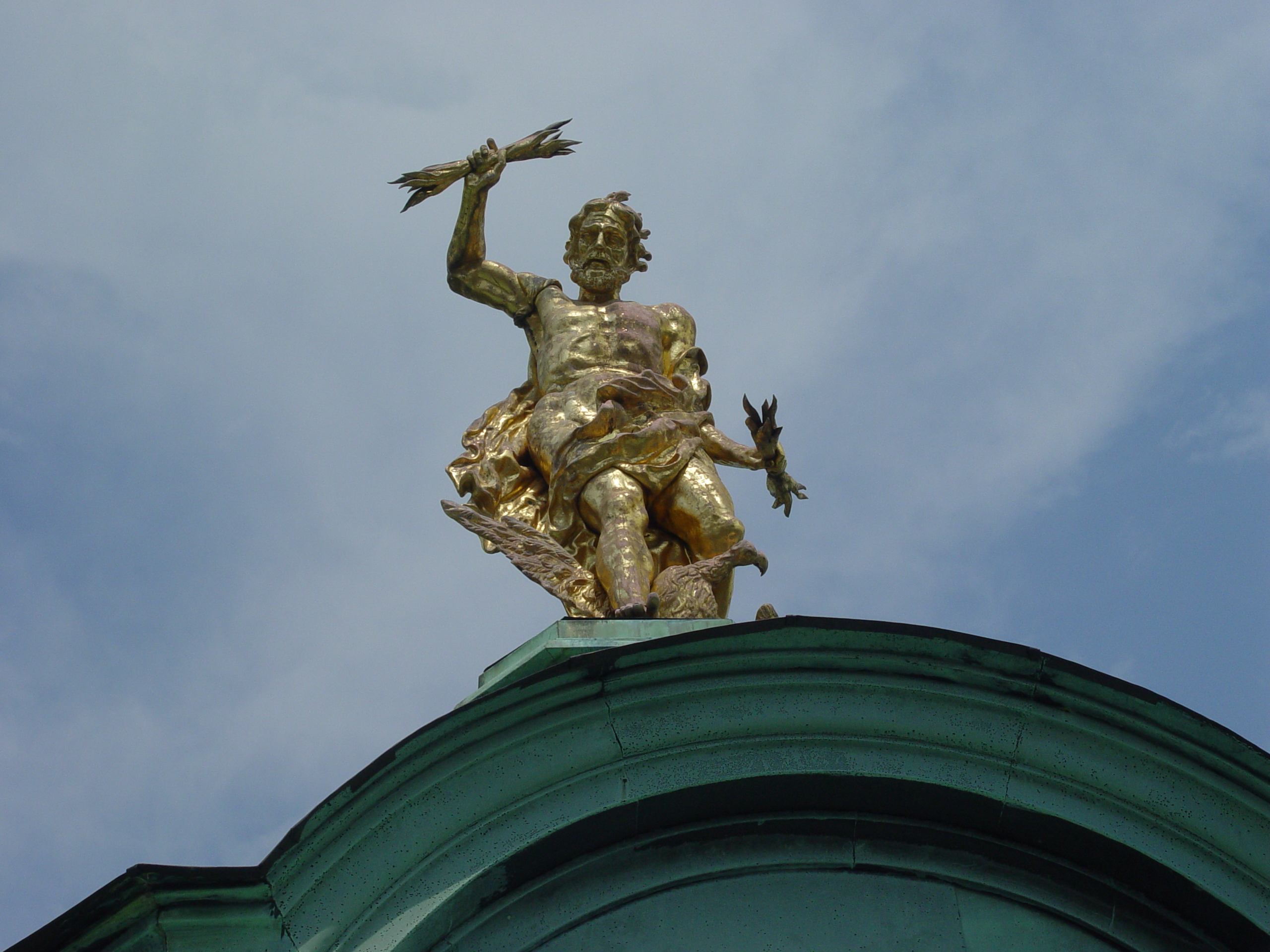
Giove sul tetto del castello, lancia fulmini verso Strasburgo.

Luigi Guglielmo non poté godere appieno del suo castello, poiché era molto spesso in guerra e morì nel 1707 per una ferita in battaglia. Durante l'occupazione francese di Rastatt, la Margravina Franziska Sibylla Augusta lasciò il castello e si stabilì temporaneamente a Ettlingen. Anche il capomastro Rossi aveva lasciato Rastatt, tanto che il capomastro boemo Johann Michael Ludwig Rohrer fu incaricato dell'ulteriore ampliamento del castello. Nel corso di un'ulteriore espansione, i danni strutturali divennero evidenti principalmente a causa del legname usato da Rossi, non abbastanza stagionato, e pertanto Rossi fu arrestato in Italia e citato per danni. Quando il danno dell'edificio fu rimosso, ci fu la possibilità di numerose conversioni. La ricostruzione della sezione centrale fu completata nel 1722 e fu incoronata con una statua di Giove.
Nel 1714 nel castello fu firmata la Pace di Rastatt, ponendo fine alla Guerra di successione spagnola.
L'edificio è stato poi ricostruito e ampliato per tutto il XVIII secolo. Uno dei problemi principali dell'edificio erano i tetti piani in legno progettati dal capomastro Rossi, sempre difettosi e successivamente sostituiti da tetti a due falde e in lamiera. Come risultato di questi lavori sul tetto, il panorama dell'edificio originale cambiò in modo significativo.
Nel XIX secolo il castello di Rastatt divenne la sede del comandante della fortezza di Rastatt.
Nella sala degli antenati del castello, dal 1946 al 1954, ebbe sede il tribunale generale dell'amministrazione militare francese sulla base della legge del Consiglio di controllo n. 10. Vi si tennero circa 20 grandi procedimenti penali (i cosiddetti Processi di rastrellamento) contro i responsabili del Reich tedesco ai tempi del nazionalsocialismo, insieme a oltre 2.000 imputati.  

## Architettura

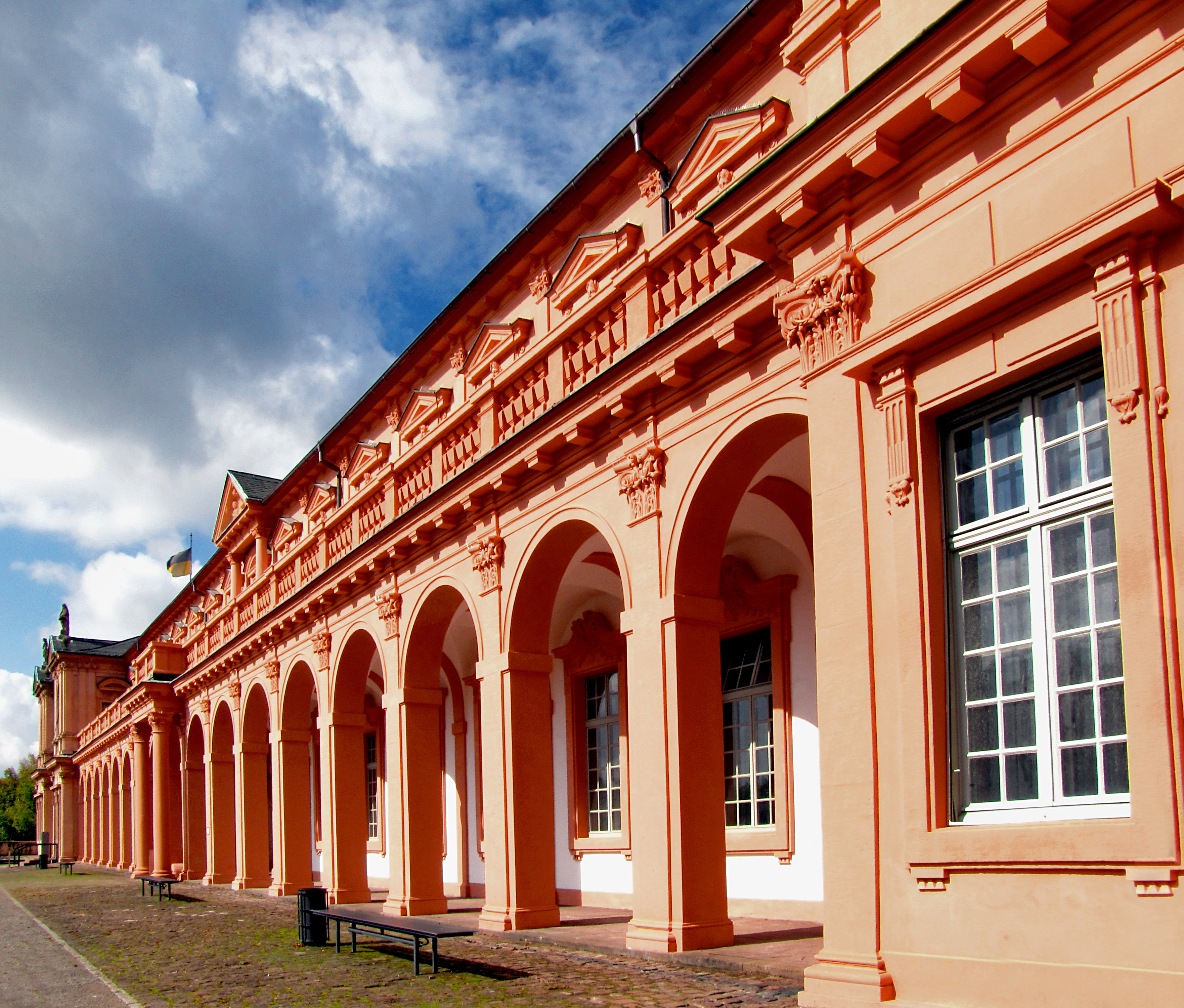
Ala sinistra nel cortile (2010)

L'edificio principale rettangolare a tre piani è costituito da un corpo centrale e due ali laterali. Il blocco principale si distingue per avere anche un piano attico aggiuntivo con un tetto a cupola e un balcone sostenuto da colonne. Le due ali laterali a due piani (biblioteca e palazzo dei congressi), con la facciata principale, formano un cortile d'onore. Una terrazza con una balaustra incorona il cortile sul quarto lato.
Il centro dell'edificio principale è raggiungibile tramite due scale poste alla fine del cortile: la sala degli antenati, le camere cerimoniali e i magnifici gabinetti si dice che colpiscano i visitatori. L'intero complesso del palazzo era stato dimensionato in modo tale che, oltre alla famiglia di Luigi Guglielmo, potesse ospitare anche il governo, l'amministrazione, le stanze degli ospiti e gli alloggi dei servitori.
Nel nord del castello era stata costruita la chiesa non più esistente. 

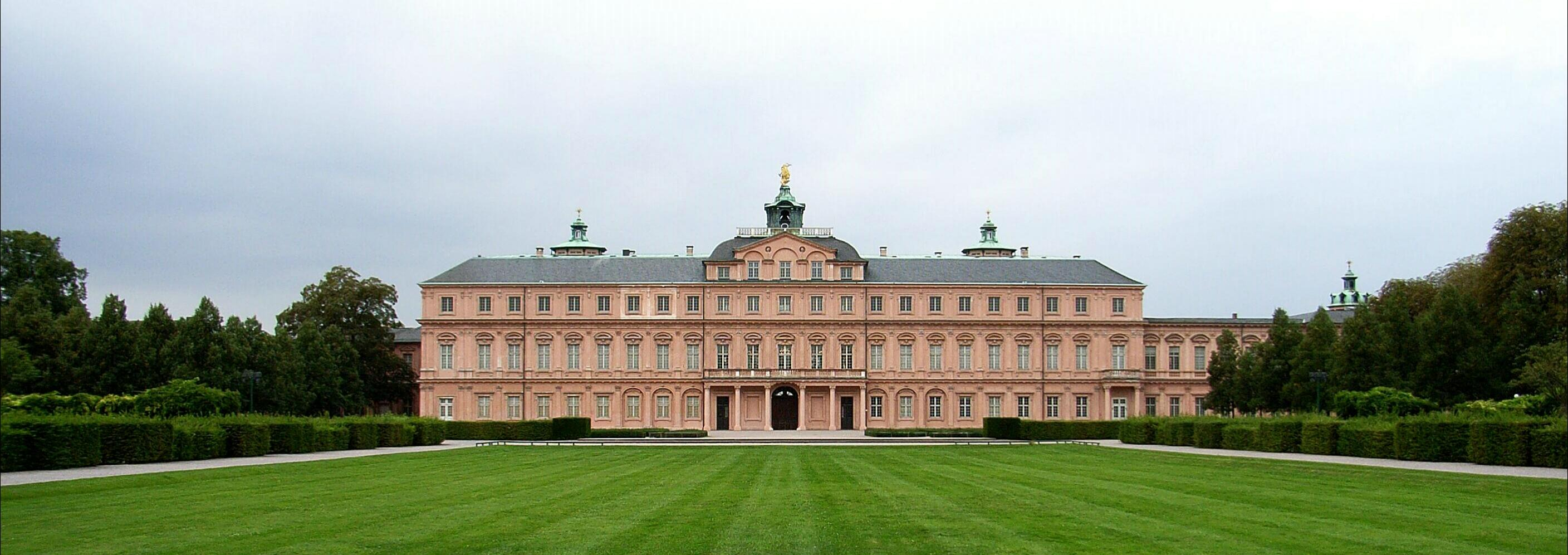
Castello di Rastatt - vista sul parco

## Interno

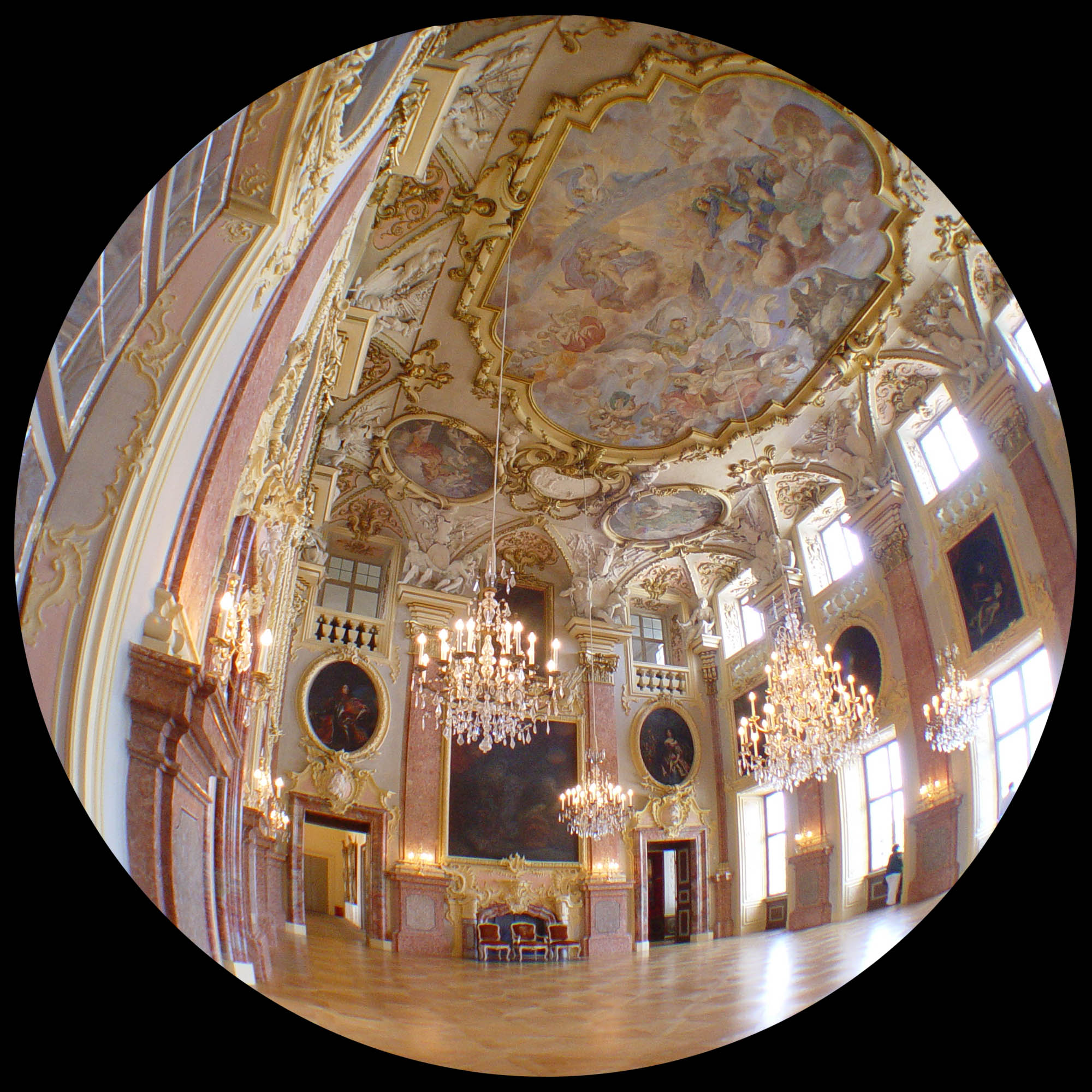
Sala di stato

Dopo aver salito due imponenti scale piene di stucchi, si raggiunge il piano superiore. La sala più grande e più decorata è quella degli antenati, decorata con una varietà di affreschi mostranti immagini di antenati e molti prigionieri ottomani. Questi affreschi e gli ottomani catturati avevano lo scopo di mostrare a tutti i visitatori che il Margravio doveva essere visto come il condottiero vittorioso del cristianesimo che aveva salvato l'Europa dagli ottomani.
I soffitti delle sale di rappresentanza erano stati ricoperti di stucco rococò per conto del Margravio Luigi Giorgio. Questo lavoro era stato realizzato dallo scultore Johannes Schütz.
Più si procede dalla sala degli antenati, di sala in sala, più le stanze diventano ornate e pompose, ma quasi nulla dell'arredamento originale è stato conservato.
Impressionante anche il pavimento, in legno intarsiato di diversi colori e prova di alta maestria.

## Uso odierno
Il castello, che non fu danneggiato durante la seconda guerra mondiale, oggi ospita il Museo di storia militare, il tribunale distrettuale di Rastatt e, dal 1974, il monumento ai movimenti per la libertà nella storia tedesca. Il memoriale fu allestito su suggerimento di Gustav Heinemann.
Il castello di Rastatt è aperto alle visite. È uno dei monumenti dello stato ed è sotto la giurisdizione dell'Intendenza dei palazzi e dei giardini statali del Baden-Württemberg.